# Дуб черешчатий (Гадяч, санепідемстанція)
Дуб черешчатий — ботанічна пам'ятка природи місцевого значення, розташована в місті Гадяч Миргородського району Полтавської області. Була створена відповідно до Постанови Полтавської облради № 453 від 22 листопада 1984 року.

## Загальні відомості
Землекористувачем є Гадяцька райсанепідстанція, площа — 0,02 гектара. Розташована на території санепідстанції в місті Гадяч.
Пам'ятка природи створена з метою збереження одинокого вікового дерева дуба звичайного віком 300 років. Обхват дерева на висоті 1,3 м. у 2016 році становив 350 см, у 2021 році - 359 см.